# Diễn giả truyền cảm hứng
Diễn giả truyền cảm hứng hay diễn giả có sức thuyết phục hay gọi đơn giản là người thuyết giảng, là một diễn giả chuyên có những phát biểu hướng đến việc thúc đẩy hay truyền cảm hứng cho khán giả. Những diễn giả này sẽ cố gắng thử thách hay chuyển hóa các khán giả. Những phát biểu dạng này thường được gọi là lời cổ vũ hay lời động viên.